# Faubourg Montmartre (film, 1931)
Pour les articles homonymes, voir Faubourg Montmartre.
Faubourg Montmartre est un film français réalisé par Raymond Bernard sorti en 1931. Il s'agit du premier film parlant de Raymond Bernard et d'une adaptation du roman d'Henri Duvernois.

## Synopsis
Faubourg Montmartre retrace l'histoire dramatique de deux sœurs. L'une d'entre elles cherche à entraîner l'autre dans une vie de luxure. Alors qu'une perd son travail, l'autre sombre dans la prostitution et la drogue. Toutefois l'amour propose toujours une deuxième chance.

## Difficultés de tournage
Le film, tourné tout au début de l'époque du cinéma parlant, fait face à la difficulté de créer l'atmosphère sonore de la guerre. Pour cela, Raymond Bernard explique qu'il a été obligé d'utiliser un grand nombre de micros, qui se bloquaient systématiquement lors des explosions. À cela s'ajoutait le problème des mélanges des bruitages et des voix, dont on ne maîtrisait pas encore toutes les techniques.

## Fiche technique
- Réalisation : Raymond Bernard
- Scénario : Raymond Bernard d'après le roman d'Henri Duvernois
- Décors : Jean Barthelemy Perrier
- Musique : André Roubaud
- Société de production : Pathé-Natan
- Format :  Noir et blanc - 1,20:1 - 35 mm - Son mono (RCA Photophone Recording)
- Genre : Film dramatique
- Durée : 115 minutes
- Date de sortie :	
  - France : 2 octobre 1931

## Distribution
- Gaby Morlay : Ginette Gentilhomme
- Line Noro : Céline Gentilhomme
- Charles Vanel : André Marco, dit Dédé
- Pierre Bertin : Frédéric Charençon
- Pauline Carton : Tante Aurélie
- Florelle : Irène
- André Dubosc : M. Gentilhomme
- Nadine Picard : Fernande
- Odette Barencey : Mme Elise
- Henriette Leblond : Mme Chouya Barca
- Ketty Pierson : Louise
- Antonin Artaud : Follestat
- Raymond Cordy : Le boulanger du village
- Dimitrieff : Le client étranger
- Robert Tourneur : Le gérant
- Julienne Paroli
- Sylvette Fillacier
- Mercédès Brare
- Paul Azaïs : Un client de Dédé
- Renée Gardès
- Fréhel : La chanteuse